# Городской торговый корпус, выстроенный на пожертвования Николая Александровича Бугрова
Городской торговый корпус, выстроенный на пожертвования Н. А. Бугрова (доходный дом Бугровых) — памятник архитектуры в историческом центре Нижнего Новгорода. Построен в 1885—1888 годах по проекту архитектора В. М. Лемке в кирпичном стиле.

## История
В 1880-е годы семейство меценатов Бугровых построило в Нижнем Новгороде Ночлежный дом. По замыслу, дом должен был стать приютом для «бывших людей». Сам дом располагался между двумя крайностями: с одной стороны от него была купеческая улица, где вершились миллионные сделки, с другой — «Миллиошка», где скитались в основном люди, оказавшиеся «на дне» жизни.
Планировалось, что дом будет вмещать не более 700 человек в один день (точнее ночь, так как днём происходила санитарная обработка помещений), однако на практике получалось, что он вмещал иногда до 1259 человек. Вследствие этого людям приходилось спать где придётся.
На содержание ночлежного дома в 1883 году Бугровы вложили в банк 30 тыс. рублей, чтобы на проценты с этой суммы оплачивалось функционирование заведения. Но этих средств оказалось недостаточно. В 1885 году Н. А. Бугров, чтобы полностью обеспечить содержание ночлежки, принял решение выстроить рядом, на выходе Зеленского съезда к гостиному двору, двухэтажный кирпичный дом, на доходы с которого и предполагалось содержать заведение.
Проект здания заказали архитектору В. М. Лемке. Летом 1885 года под надзором архитектора Ф. Н. Фалина были заложены фундаменты. Каменные работы вёл подрядчик С. Плотников. К началу 1888 года строительство дома было окончено.
От сдачи в наём лавок в первом этаже только в первый год было получено 3 тыс. рублей. Всего же аренда дома давала в год более 4 тыс. рублей, что, по мнению городских властей, «будет совершенно достаточно для покрытия расходов по содержанию ночлежнаго имени А. П. Бугрова приюта, простирающегося до 3500 руб. в год».